# SL(2,R)
Die spezielle lineare Gruppe {\displaystyle \operatorname {SL} (2,\mathbb {R} )} oder {\displaystyle \operatorname {SL} _{2}(\mathbb {R} )} ist die Gruppe der reellen {\displaystyle 2\times 2}-Matrizen mit Determinante 1:
{\displaystyle {\mbox{SL}}(2,\mathbb {R} )=\left\{\left({\begin{matrix}a&b\\c&d\end{matrix}}\right):a,b,c,d\in \mathbb {R} {\mbox{ und }}ad-bc=1\right\}.}
Sie ist eine Lie-Gruppe mit vielfältigen Anwendungen in Geometrie, Topologie, Darstellungstheorie, harmonischer Analysis, Zahlentheorie, Modulformen und Physik.

## Darstellungstheorie
Für jede natürliche Zahl {\displaystyle d} gibt es eine, bis auf Isomorphismus eindeutige, {\displaystyle (d+1)}-dimensionale irreduzible Darstellung der {\displaystyle \operatorname {SL} (2,\mathbb {R} )}. Eine explizite Realisierung dieser irreduziblen Darstellung ist wie folgt. Sei
{\displaystyle V_{d}=\left\{f(x,y)=a_{0}x^{d}+a_{1}x^{d-1}y+a_{2}x^{d-2}y^{2}+\ldots +a_{d-1}xy^{d-1}+a_{d}y^{d}:a_{0},\ldots ,a_{d}\in \mathbb {R} \right\}}
der Vektorraum der homogenen Polynome vom Grad {\displaystyle d} in 2 Variablen. Dieser Vektorraum ist {\displaystyle (d+1)}-dimensional und {\displaystyle A\in \operatorname {SL} (2,\mathbb {R} )} wirkt durch
{\displaystyle (Af)(x,y):=f(A^{-1}(x,y)).}
Die Veronese-Einbettung {\displaystyle \nu _{d}\colon \mathbb {R} P^{1}\to \mathbb {R} P^{d}} ist äquivariant bezüglich der irreduziblen Darstellung {\displaystyle \operatorname {SL} (2,\mathbb {R} )\to \operatorname {SL} (d+1,\mathbb {R} )}.
Die unendlich-dimensionalen Darstellungen der {\displaystyle \operatorname {SL} (2,\mathbb {R} )} werden durch die Langlands-Klassifikation beschrieben.

## Lie-Algebra
{\displaystyle \operatorname {SL} (2,\mathbb {R} )} ist eine Lie-Gruppe, ihre Lie-Algebra ist die Lie-Algebra der spurfreien {\displaystyle 2\times 2}-Matrizen
{\displaystyle {\mathfrak {sl}}(2,\mathbb {R} )=\left\{A\in \operatorname {Mat} (2,\mathbb {R} ):\operatorname {Sp} (A)=0\right\}}.
Eine Vektorraum-Basis des 3-dimensionalen Vektorraumes {\displaystyle {\mathfrak {sl}}(2,\mathbb {R} )} ist zum Beispiel
{\displaystyle H=\left({\begin{array}{cc}1&0\\0&-1\end{array}}\right),\ X=\left({\begin{array}{cc}0&1\\0&0\end{array}}\right),\ Y=\left({\begin{array}{cc}0&0\\1&0\end{array}}\right)}
mit den Kommutator-Relationen
{\displaystyle \left[H,X\right]=2X,\ \left[H,Y\right]=-2Y,\ \left[X,Y\right]=H}.
Diese Lie-Algebra ist einfach, sie hat zwei nicht-konjugierte Cartan-Unteralgebren: eine erzeugt von {\displaystyle H}, die andere von {\displaystyle X-Y}.
Die Killing-Form ist {\displaystyle B(V,W)=4\operatorname {Sp} (VW)}. Sie ist negativ definit auf dem von {\displaystyle X-Y} erzeugten Unterraum, positiv definit auf dem von {\displaystyle H} und {\displaystyle X+Y} erzeugten Unterraum.

## Lineare Algebra
Matrizen aus {\displaystyle \operatorname {SL} (2,\mathbb {R} )} entsprechen invertierbaren linearen Abbildungen des Vektorraums {\displaystyle \mathbb {R} ^{2}}. Die Matrix {\displaystyle \left({\begin{matrix}a&b\\c&d\end{matrix}}\right)} wirkt durch
{\displaystyle \left({\begin{matrix}a&b\\c&d\end{matrix}}\right)\left({\begin{matrix}x\\y\end{matrix}}\right)=\left({\begin{matrix}ax+by\\cx+dy\end{matrix}}\right).}
Matrizen aus {\displaystyle \operatorname {SL} (2,\mathbb {R} )} erhalten die Volumenform, aber im Allgemeinen nicht die euklidische Metrik des {\displaystyle \mathbb {R} ^{2}}.

## Klassifikation der 2×2-Matrizen
Die Eigenwerte einer Matrix {\displaystyle A\in \operatorname {SL} (2,\mathbb {R} )} sind Nullstellen des charakteristischen Polynoms
{\displaystyle \lambda ^{2}-\mathrm {Sp} (A)\lambda +1=0}
und lassen sich nach der Lösungsformel für quadratische Gleichungen berechnen als
{\displaystyle \lambda ={\frac {\mathrm {Sp} (A)\pm {\sqrt {\mathrm {Sp} (A)^{2}-4}}}{2}}}.
Man klassifiziert die Matrizen dann entsprechend der folgenden Einteilung:
- Wenn {\displaystyle \vert \operatorname {Sp} (A)\vert <2}, dann ist {\displaystyle A} eine elliptische Matrix.
- Wenn {\displaystyle \vert \operatorname {Sp} (A)\vert =2}, dann ist {\displaystyle A} eine parabolische Matrix.
- Wenn {\displaystyle \vert \operatorname {Sp} (A)\vert >2}, dann ist {\displaystyle A} eine hyperbolische Matrix.

### Elliptische Elemente

Drehung mit Fixpunkt 0.

Elliptische Elemente sind von der Form
{\displaystyle A\left({\begin{matrix}\cos \phi &\sin \phi \\-\sin \phi &\cos \phi \end{matrix}}\right)A^{-1}}
mit {\displaystyle \phi \in \mathbb {R} /2\pi \mathbb {Z} } und {\displaystyle A\in \operatorname {SL} (2,\mathbb {R} )}.
Die Matrix  {\displaystyle \left({\begin{matrix}\cos \phi &\sin \phi \\-\sin \phi &\cos \phi \end{matrix}}\right)} wirkt auf der euklidischen Ebene als Drehung mit Fixpunkt 0 und Drehwinkel {\displaystyle \phi }.

### Parabolische Elemente

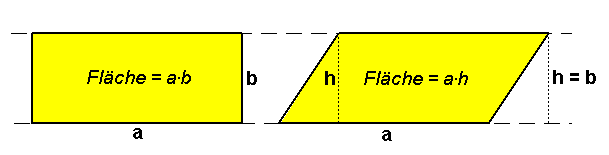
Eine Scherung bildet ein Rechteck auf ein Parallelogramm ab.

Parabolische Elemente sind von der Form
{\displaystyle \pm A\left({\begin{matrix}1&n\\0&1\end{matrix}}\right)A^{-1}}
mit {\displaystyle n\in \mathbb {R} } und {\displaystyle A\in \operatorname {SL} (2,\mathbb {R} )}.
Die Matrix  {\displaystyle \left({\begin{matrix}1&\ n\\0&1\end{matrix}}\right)} wirkt auf der euklidischen Ebene als Scherung.

### Hyperbolische Elemente

Das Bild-Parallelogramm hat denselben Flächeninhalt wie das ursprüngliche Quadrat.

Hyperbolische Elemente sind von der Form
{\displaystyle A\left({\begin{matrix}a&0\\0&{\frac {1}{a}}\end{matrix}}\right)A^{-1}}
mit {\displaystyle a\in \mathbb {R} \setminus \left\{0\right\}} und {\displaystyle A\in \operatorname {SL} (2,\mathbb {R} )}.
Die Matrix {\displaystyle \left({\begin{matrix}a&0\\0&{\frac {1}{a}}\end{matrix}}\right)} wirkt als Dehnstauchung, d. h., sie dehnt in Richtung eines Eigenvektors, staucht in Richtung des anderen Eigenvektors, erhält insgesamt aber den Flächeninhalt.

## Hyperbolische Geometrie
Matrizen aus {\displaystyle \operatorname {SL} (2,\mathbb {R} )} wirken auf der oberen Halbebene
{\displaystyle \mathbb {H} =\{x+iy\ |\ y>0;\,x,y\in \mathbb {R} \}\subset \mathbb {C} }
durch
{\displaystyle z\mapsto {\frac {az+b}{cz+d}}}.
Sie wirken als Isometrien der hyperbolischen Metrik.
Weil {\displaystyle \pm I_{2}} als Identitätsabbildung wirkt, faktorisiert diese Wirkung von {\displaystyle \operatorname {SL} (2,\mathbb {R} )} über
{\displaystyle \operatorname {PSL} (2,\mathbb {R} )=\operatorname {SL} (2,\mathbb {R} )/\{\pm I_{2}\}}.

## Projektive Geometrie und gebrochen-lineare Transformationen
Die projektive Gerade {\displaystyle \mathbb {R} P^{1}} ist die Menge aller Geraden durch den Nullpunkt im {\displaystyle \mathbb {R} ^{2}}. Die Wirkung von {\displaystyle \operatorname {SL} (2,\mathbb {R} )} auf {\displaystyle \left(\mathbb {R} ^{2}\setminus \{0\}\right)} gibt eine wohl-definierte Wirkung von {\displaystyle \operatorname {PSL} (2,\mathbb {R} )} auf {\displaystyle \mathbb {R} P^{1}}.
Durch {\displaystyle [x:y]\rightarrow {\frac {x}{y}}} wird eine Bijektion zwischen {\displaystyle \mathbb {R} P^{1}} und {\displaystyle \mathbb {R} \cup \left\{\infty \right\}} definiert. Nach dieser Identifizierung von {\displaystyle \mathbb {R} P^{1}} und {\displaystyle \mathbb {R} \cup \left\{\infty \right\}} wirkt {\displaystyle \operatorname {PSL} (2,\mathbb {R} )} auf {\displaystyle \mathbb {R} \cup \left\{\infty \right\}} durch gebrochen-lineare Transformationen
{\displaystyle \left({\begin{matrix}a&b\\c&d\end{matrix}}\right)z={\frac {az+b}{cz+d}}}.
Die Veronese-Einbettung {\displaystyle \mathbb {R} P^{1}\to \mathbb {R} P^{n}} ist äquivariant bzgl. der irreduziblen Darstellung {\displaystyle \operatorname {SL} (2,\mathbb {R} )\to \operatorname {SL} (n+1,\mathbb {R} )}.
{\displaystyle \mathbb {R} P^{1}=\mathbb {R} \cup \left\{\infty \right\}} ist auch der Rand im Unendlichen {\displaystyle \partial \mathbb {H} } der hyperbolischen Ebene {\displaystyle \mathbb {H} }. Die Wirkung von {\displaystyle PSL(2,\mathbb {R} )} auf der Kompaktifizierung {\displaystyle \mathbb {H} \cup \partial \mathbb {H} } der hyperbolischen Ebene durch gebrochen-lineare Transformationen ist stetig. Elliptische Elemente haben einen Fixpunkt in {\displaystyle \mathbb {H} }, parabolische Elemente haben einen Fixpunkt in {\displaystyle \partial \mathbb {H} }, hyperbolische Elemente haben zwei Fixpunkte in {\displaystyle \partial \mathbb {H} }.

## Fuchssche Gruppen
Diskrete Untergruppen von {\displaystyle \operatorname {PSL} (2,\mathbb {R} )} bezeichnet man als Fuchssche Gruppen.
Die Limesmenge einer Fuchsschen Gruppe {\displaystyle \Gamma } ist der Durchschnitt von  {\displaystyle \mathbb {R} P^{1}=\partial \mathbb {H} } mit dem Abschluss einer Bahn {\displaystyle \Gamma x}, wobei und die Definition der Limesmenge unabhängig vom gewählten Punkt {\displaystyle x\in \mathbb {H} } ist.
Eine Fuchssche Gruppe heißt Fuchssche Gruppe 1. Art, falls die Limesmenge ganz {\displaystyle \mathbb {P} ^{1}(\mathbb {R} )=\mathbb {R} \cup \{\infty \}} ist. Andernfalls handelt es sich um eine Fuchssche Gruppe 2. Art.
Fuchssche Gruppen 1. Art sind die sogenannten Gitter in {\displaystyle \operatorname {PSL} (2,\mathbb {R} )}, d. h. diskrete Untergruppen {\displaystyle \Gamma }, für die es einen Fundamentalbereich endlichen Volumens in der hyperbolischen Ebene gibt.
Ein Beispiel eines Gitters in  {\displaystyle \operatorname {SL} (2,\mathbb {R} )} ist die modulare Gruppe {\displaystyle \operatorname {SL} (2,\mathbb {Z} )}, die unter anderem in der Theorie der Modulformen eine zentrale Rolle mit vielen zahlentheoretischen Anwendungen spielt.
Wenn eine Fuchssche Gruppe {\displaystyle \Gamma \subset \operatorname {PSL} (2,\mathbb {R} )} keine Elemente der Ordnung 2 enthält, dann ist sie die Projektion einer diskreten Untergruppe von {\displaystyle \operatorname {SL} (2,\mathbb {R} )}. (Satz von Culler)

## Topologie
Die Kreis-Gruppe {\displaystyle \operatorname {SO} (2)} ist eine maximal kompakte Untergruppe von {\displaystyle \operatorname {SL} (2,\mathbb {R} )}. Die Untergruppe {\displaystyle \operatorname {SO} (2)} ist ein Deformationsretrakt von {\displaystyle \operatorname {SL} (2,\mathbb {R} )}, insbesondere sind die beiden Räume homotopieäquivalent.
Die Fundamentalgruppe von {\displaystyle \operatorname {SL} (2,\mathbb {R} )} ist isomorph zu {\displaystyle \mathbb {Z} }, die höheren Homotopiegruppen sind trivial.
Die universelle Überlagerung {\displaystyle {\widetilde {\operatorname {SL} (2,\mathbb {R} )}}} von {\displaystyle \operatorname {SL} (2,\mathbb {R} )} ist ein Beispiel einer Lie-Gruppe, welche keine treue endlich-dimensionale Darstellung besitzt, also zu keiner Untergruppe einer allgemeinen linearen Gruppe {\displaystyle \operatorname {GL} (n,\mathbb {R} )} isomorph ist.
Der Quotient {\displaystyle \operatorname {PSL} (2,\mathbb {R} )=\operatorname {SL} (2,\mathbb {R} )/(\mathbb {Z} /2\mathbb {Z} )} ist diffeomorph zum Einheitstangentialbündel der hyperbolischen Ebene: {\displaystyle {\operatorname {PSL} (2,\mathbb {R} )}=T^{1}\mathbb {H} }.